# Language Log
Language Log – blog internetowy poświęcony zagadnieniom językoznawczym, rozwijany przez różnych autorów. Został założony w 2003 roku przez językoznawców Marka Libermana i Geoffreya Pulluma. Należy do najpopularniejszych witryn internetowych o tematyce lingwistycznej.
Blog zajmuje się m.in. opisywaniem zróżnicowanej praktyki językowej, w tym analizą języka standardowego i zjawisk niestandardowych, obalaniem powszechnych mitów dotyczących języka, krytyką preskryptywizmu i popularnych koncepcji poprawności językowej.